# A.D. 2044
A.D. 2044 – komputerowa gra przygodowa, stworzona i wydana przez firmę LK Avalon. Gra została wydana w 1991 roku na 8-bitowe komputery Atari.
5 lat później, 9 września 1996, LK Avalon wydało grę pod tym samym tytułem, opierającą się na podobnym scenariuszu, lecz w nowej oprawie graficznej, przeznaczoną dla komputerów PC z systemem operacyjnym Windows 95. Była to pierwsza polska gra komputerowa wydana na dwóch płytach CD i z renderowaną grafiką trójwymiarową. Za obie wersje odpowiada Roland Pantoła.

## Fabuła
Fabuła gry opiera się w głównej mierze na polskiej komedii Seksmisja. Akcja rozgrywa się w roku 2044. Mężczyzna, w którego wciela się gracz, poddaje się hibernacji. Zostaje jednak obudzony kilkadziesiąt lat za późno i trafia do świata rządzonego przez kobiety. Jego zadaniem jest zmienienie obowiązującego porządku i przywrócenie światu mężczyzn.

## Wersja na 8-bitowe Atari
Głównym twórcą pierwszej wersji gry jest Roland Pantoła. Jest to typowa gra przygodowa typu point and click. Na ekranie widać pomieszczenie, w którym gracz się aktualnie znajduje i w którym poruszany jest kursor, automatycznie generowaną mapę oraz ekwipunek. Odmiennie, niż w poprzednich grach przygodowych, interakcja z grą odbywa się za pomocą joysticka. Pantoła tworzył grę przez blisko rok.

## Wersja na komputery PC
Powstała w 1996 wersja, wzorowana była na zdobywających popularność w tym czasie grach przygodowych, wydawanych na płytach kompaktowych takich jak The 7th Guest. Za powstanie gry odpowiadał autor pierwowzoru, Roland Pantoła, odpowiadając za całość silnika gry, wszystkie animacje i znaczną większość grafiki.
Gra zajmowała dwie płyty kompaktowe, oprawa wizualna była prerenderowana; za grafikę odpowiadała Danuta Sieńkowska, pod koniec produkcji niewielki zespół uzupełnili Robert Ożóg i Krzysztof Bar. Twórcy gry przyznawali się do ponownej inspiracji filmem Seksmisja w napisach początkowych produkcji, nie czerpali jednak tak bezpośrednio z pierwowzoru, jak w przypadku gry na komputery Atari XL/XE, wykazując o wiele większą świadomość społecznej odpowiedzialności korzystania z dóbr kultury.
W celach promocyjnych stworzono kampanię na niespotykaną do tej pory w Polsce skalę – reklamy tej gry można było znaleźć w prawie wszystkich czasopismach komputerowych w Polsce. Wydawca reklamował grę sloganem, mówiącym, że XXI wiek rozpocznie się w 1996 roku. Produkcję uznano za grę roku na targach Gambleriada 1996.
Pierwsze demo wyprodukowano w rozdzielczości 320x400, pod kątem komputera z procesorem Intel 80386. Przewidywano też, że gra zajmie 20 dyskietek, nie zaś nośnik CD-ROM. Za dubbing odpowiadali aktorzy teatralni.